# 42-Linien-Feldgeschütz M1877
Die 42-Linien-Batterie-Kanone M1877 (russisch 42-линейная батарейная пушка образца 1877 года) ist ein Feldgeschütz des Kaiserlich Russischen Heeres im Kaliber 107-mm, das von der deutschen Firma Krupp entwickelt wurde. Es wurde im Russisch-Japanischen Krieg, Ersten Weltkrieg, Finnischen Bürgerkrieg, Russischen Bürgerkrieg und im Winterkrieg verwendet.

## Hintergrund
Im Jahr 1833 wurde im Rahmen einer militärischen Reorganisation die schwere Fußartillerie auf eine Batteriegröße von acht 12-Pfünder Bronze-Geschützen verringert. Später im Jahr 1938 wurde erstmalig das 12-Pfünder-Geschütz (122-mm Kaliber) als Batteriekanone bezeichnet. Die zaristische Armee verfügte in jener Zeit jedoch über zu viele unterschiedliche Geschütze und bei den Bemühungen um eine Standardisierung wurde ein verringertes Kaliber für die Batterie-Kanone gewählt, die damit besser bespannt zu transportieren war. Die bronzene 9-Pfünder (107-mm) ersetzte das zuvor verwendete 12-Pfünder-Geschütz. Technischer Fortschritt ermöglichte es etwa um diese Zeit neue Kanonen in Stahllegierungen zu fertigen, welche belastbarer waren als die bis dahin üblichen Bronzekanonen und die als Hinterlader weitere Vorteile boten.

## Entwicklung
Im Jahr 1877 entwickelte die deutsche Firma Friedrich Krupp AG ein neues Kanonenrohr aus Stahl, welches im Inneren mit Zügen versehen war, um Granaten mit Kupferführungsring zu verschießen. Die spezielle Technik in der diese Geschossführung ausgeführt war, erlaubte eine höhere Mündungsgeschwindigkeit ohne das Rohrende übermäßigem Druck auszusetzen. Die Kanonen des Entwicklungsjahres 1877 verfügten zudem über horizontale Keilverschlüsse, welche ein schnelles Nachladen ermöglichte.
Eines der Geschütze, ein 4-Pfünder mit einem Gewicht von 475 kg, einer Mündungsgeschwindigkeit von 457 m/s verschoss eine 6,74 kg schwere Granate und wurde einer zaristischen Artilleriekommission vorgestellt. Man erkannte die Vorteile dieser Stahlkanone, wollte jedoch noch eine leichtere Ausführung für die berittene Artillerie und angesichts der bereits eingeführten 9-Pfünder in Bronze, ein entsprechendes Geschütz in Stahl.
Krupp lieferte den Prototyp einer 4-Pfünder-Kavalleriekanone mit 360 kg und einer Mündungsgeschwindigkeit von 427 m/s, sowie eine 9-Pfünder-Kanone im Gewicht von 622 kg, die eine 12,5-kg-Granate mit einer Mündungsgeschwindigkeit von 396 m/s verschießen konnte.
Nach einer Vorführung der neuen Waffen vor Zar Alexander II. im März 1978 entschied dieser die neuen Kanonen zu bestellen.
Per 19. Mai 1878 erfolgte die Einführung der neuen Geschütze und zugleich wurde offiziell die Nomenklatur der Feldgeschütze geändert. Die 4,2-Zoll (42-Linien)-Geschütze wurden nun als Batteriekanonen bezeichnet. Die neuen Kanonen im Kaliber 3,4-Zoll (4-Pfünder) - wurden als leichte Feldkanonen oder Kavalleriegeschütze bezeichnet.

## Produktion
Das Geschütz wurde anfänglich bei Krupp und später auch in den Obuchow-Werken in Sankt Petersburg produziert.
Der Anteil von 42-Linien-Batteriekanonen an den im Jahr 1877 an Krupp vergebenen Bestellungen lab bei 400 dieser Geschütze. Doch schon im Dezember 1877 wurden weitere 570 Batteriekanonen im Artilleriewerk Obuchow bestellt. Eine Planung der Auslieferung der in Russland produzierten Kanonen bis 1880 wurde nicht eingehalten und erst 1882 war dieser Auftrag abgearbeitet. Eine Statistik vom 1. Mai 1900 gibt an, dass im Obuchow-Werk bis zu diesem Zeitpunkt 632 Batteriekanonen produziert worden sind.
Ausgehend von der Annahme, dass alle Krupp-Geschütze geliefert waren dürften mindestens 1.032 dieser Kanonen in den Bestand er zaristischen Armee gelangt sein.

## Einsatz
Grundsätzlich hatte sich allerdings schon nach Inbetriebnahme herausgestellt, dass das 42-Linien-Feldgeschütz nur bedingt einsatzfähig war. Grund war das Fehlen jeglicher Technik für das indirekte Feuern und so konnte das Geschütz nur im direkten Richten eingesetzt werden.  Aus diesem Grund wurde das 42-Linien-Geschütz von da an als Festungsartillerie, insbesondere für den Küstenschutz eingesetzt, da hier direktes Feuern ohne Weiteres möglich war.
Die verhältnismäßig friedliche Zeit von 1880 bis zum Beginn des 20. Jahrhunderts führte dazu, dass der erste Einsatz der Kanonen zu einem Zeitpunkt erfolgte, zu dem ihre Technologie bereits mehr als 25 Jahre alt war und damit angesichts der Fortschritte in der Rüstungstechnik als veraltet galt. Trotz der Einstufung als inzwischen zweitklassige Artilleriebewaffnung erfolgte der Einsatz im Russisch-Japanischen Krieg in dem sich die 42-Linien-Batteriekanonen bewährten. Da die nunmehr bei der russischen Armee verbreiteten 3-Zoll-Geschütze in vielen Situationen nicht leistungsfähig genug waren, um die gestellten Aufgaben zu erfüllen. Die verhältnismäßig schweren 12,5-kg-Granaten der Batteriekanonen zeigten sich im Einsatz gegen Gebäude und Feldbefestigungen als deutlich wirksamer, als die Geschosse der 3-Zöller.
Zu Beginn des Ersten Weltkrieges im August 1914 waren in Europa offiziell noch 182 Geschütze vorhanden.
1918 konnte die Finnische Armee 102 42-Linien-Kanonen erobern und übernahm diese in ihre Streitkräfte. Die letzten Schüsse mit einem 42-Linien-Kanonen wurden während des Winterkrieges im März 1940 abgegeben.

## Beschreibung
Das 42-Linien-Geschütz hatte ein Krupp-typisches, horizontal verschiebbares robustes Verschlussstück. Es konnte 12,5 kg schwere hochexplosive (HE) oder Schrapnellgranaten auf eine Entfernung von bis zu 5300 Metern verschießen. Das Geschütz hatte ein Gewicht von 1213 kg.
Das 42-Linien-Feldgeschütz M1877 ist nicht zu verwechseln mit dem 42-Linien-Belagerungsgeschütz M1877, einem Belagerungsgeschütz mit größerer Feuerkraft und Reichweite, aber auch mit größerem Gewicht.

## Galerie

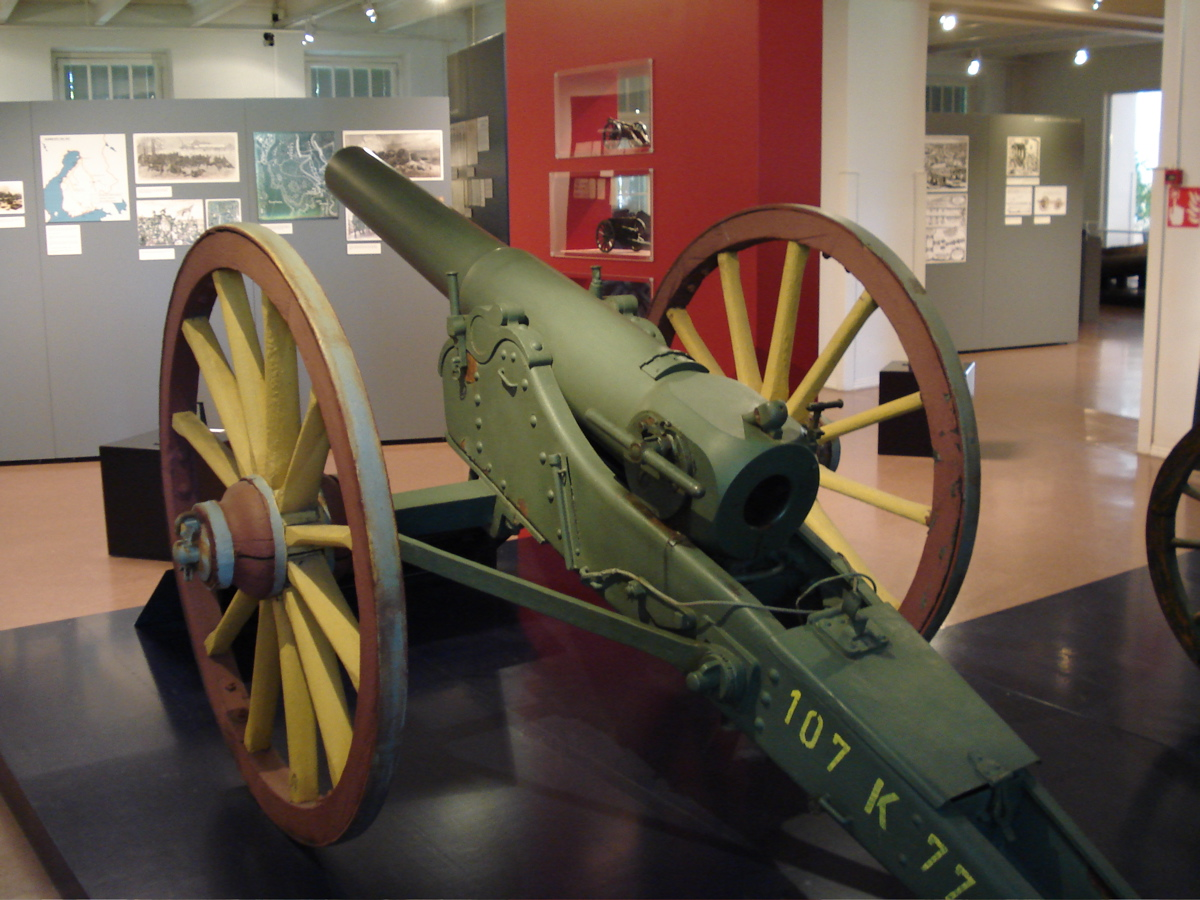
Ein 42-Linien-Feldgeschütz im Hämeenlinna Artillerie Museum, Finnland
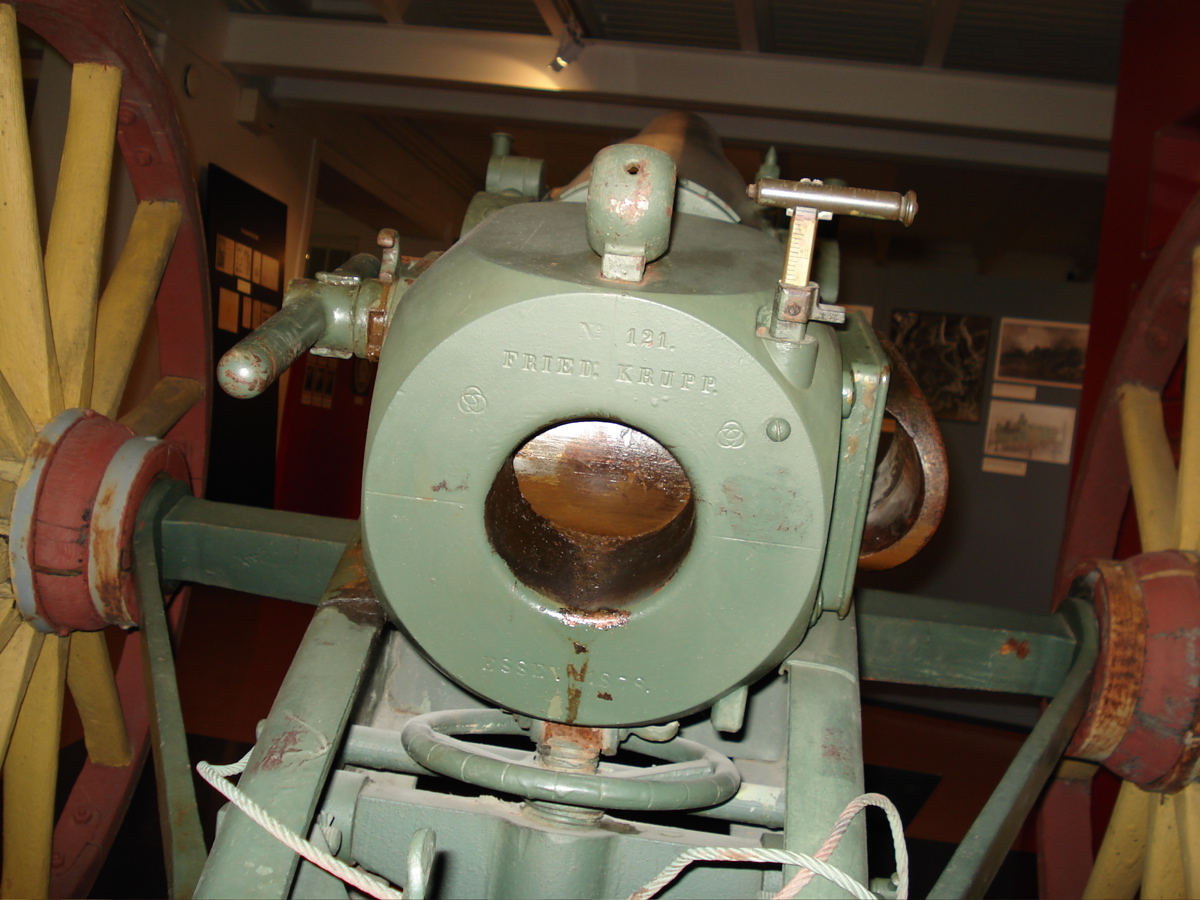
Eine Detailansicht des Verschlussblocks des 42-Linien-Feldgeschützes
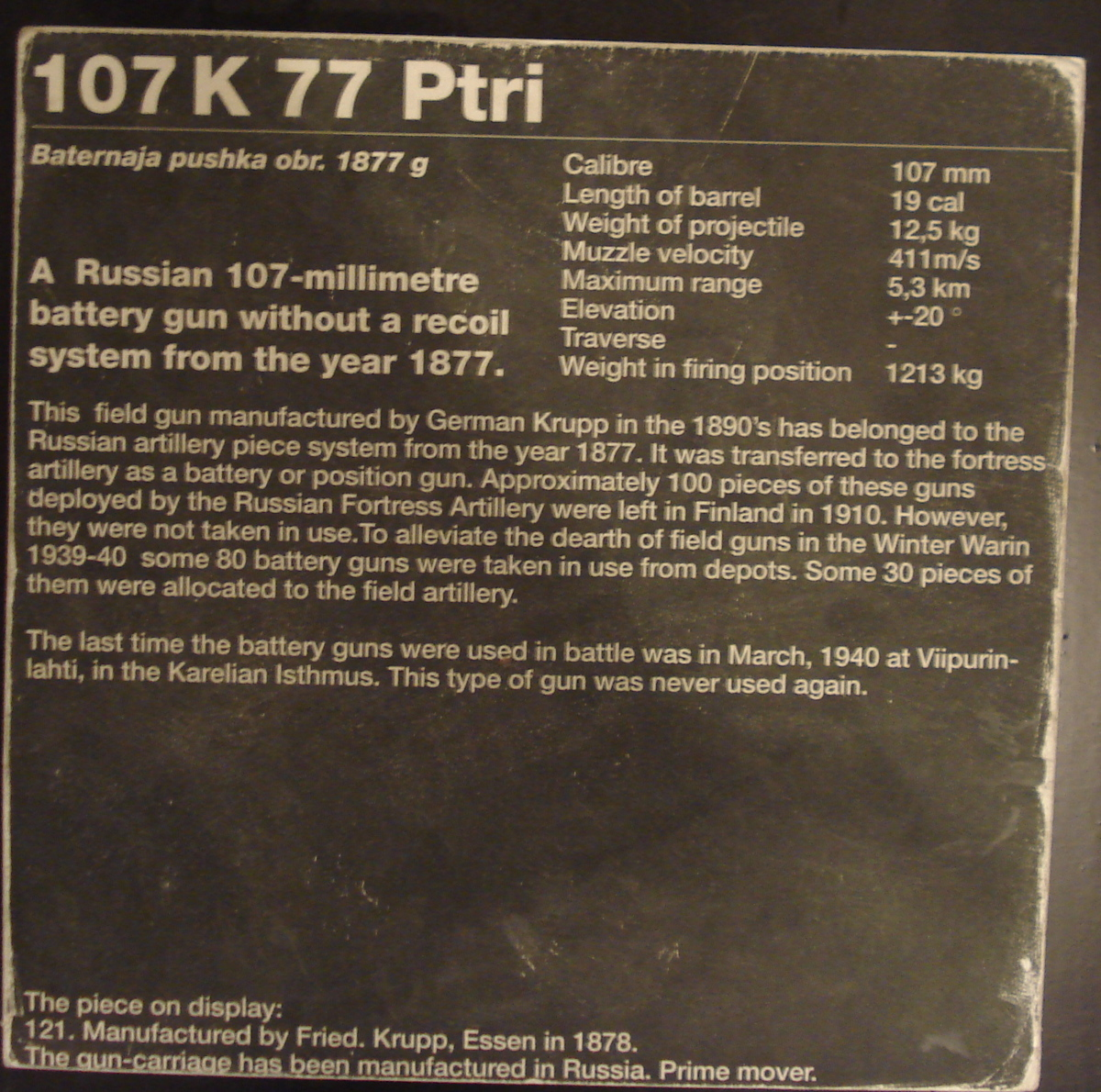
Infotafel des 42-Linien-Feldgeschützes im Hämeenlinna Artillerie Museum, Finnland